# シューワ
シューワ株式会社は、石油小売業を中心とする、日本の企業。大阪府堺市中区に本社を置く。石油小売のほか、メガソーラー、天然水の販売などグループで11事業を展開する。童謡「雪」の音声を流すタンクローリーで暖房機器用の灯油の巡回販売をおこなうことで知られる。

## 概要
シューワ株式会社を含むシューワグループは、「石油事業」「ファシリティ事業」「ウォーター事業」「エナジー・オート事業」「物流事業」「新エネルギー事業」「入札事業」「移動コンビニ」「BCP事業」「人材派遣事業」「クリンネス事業」「石油輸送事業」「フード事業」の13事業を展開する。

## 沿革
- 1992年 - 株式会社秀和石油設立。
- 2007年 - シューワ株式会社に社名変更。

## 事業所
- 大阪本社・堺支店
  - 大阪府堺市中区陶器北244-5
- 住之江支店
  - 大阪府大阪市住之江区北加賀屋5丁目5-4
- 和歌山支店
  - 和歌山県和歌山市和佐中118
- 東大阪支店
  - 大阪府東大阪市川田2-5-33
- 八尾支店
  - 大阪府八尾市太田1-10
- 茨木支店
  - 大阪府茨木市南安威3-116-1
- 枚方支店
  - 大阪府枚方市村野西町251-1
- 京都支店
  - 京都府京都市南区上鳥羽町田54
- 滋賀支店
  - 滋賀県蒲生郡竜王町大字山之上字杉谷2976-4-3
- 須磨支店
  - 兵庫県神戸市須磨区妙法寺字上の界1191-1
- 姫路支店
  - 兵庫県姫路市継532-1
- 北神戸支店
  - 兵庫県神戸市北区山田町中3-29
- 名古屋支店
  - 愛知県大府市吉田町弥左ェ門脇12-13
- 岡崎支店
  - 愛知県岡崎市大平町字西田潰18
- 小牧支店
  - 愛知県小牧市三ツ渕字新田前2133
- 岐阜支店
  - 岐阜県瑞穂市牛牧524-1
- 長野支店
  - 長野県長野市若穂綿内字東山1330-7
- 広島支店
  - 広島県広島市南区元宇品町20番16号
- 福岡支店
  - 福岡県福岡市東区社領2-1-7
- 西福岡支店
  - 福岡県糸島市篠原西3-7-15
- 大分支店
  - 大分県大分市里1丁目100番
- 八女支店
  - 福岡県八女市蒲原226-1
- 花巻支店
  - 岩手県花巻市上小舟渡63-7
- 釜石支店
  - 岩手県釜石市大平町4-1-15
- 愛媛支店
  - 愛媛県西条市小松町妙口710-4
- 香川支店
  - 香川県高松市田村町306-1
- 八王子支店
  - 東京都八王子市上壱分方町210-1-2
- 堺SS
  - 大阪府堺市中区新家町514
- 高砂SS
  - 兵庫県高砂市阿弥陀町魚橋1064-1
- 宝塚ＳＳ
  - 兵庫県宝塚市大原野字下林24-1
- 牧之原SS
  - 静岡県牧之原市坂部581-1

- 岡崎SS
  - 愛知県岡崎市稲熊町4丁目105
- 香川SS
  - 香川県高松市田村町306-1
- 高松SS
  - 香川県高松市仏生山町甲1412-2
- 広島SS
  - 広島県広島市安佐北区深川3丁目25-41
- 糸島SS
  - 福岡県糸島市二丈深江957−2
- 大分SS
  - 大分県大分市里1丁目100番
- 大分西SS
  - 大分県大分市津守８５-３
- 北九州ステーション
  - 福岡県北九州市八幡西区本城5丁目1番1号
- 福岡ステーション
  - 福岡県大野城市瓦田5丁目3番1号

## 関係会社
- 株式会社シューワライフサポート
- シューワキャリアパワー株式会社
- シューワアドバンス株式会社
- 有限会社シューワホテルサービス